# Crocifissione di Gesù

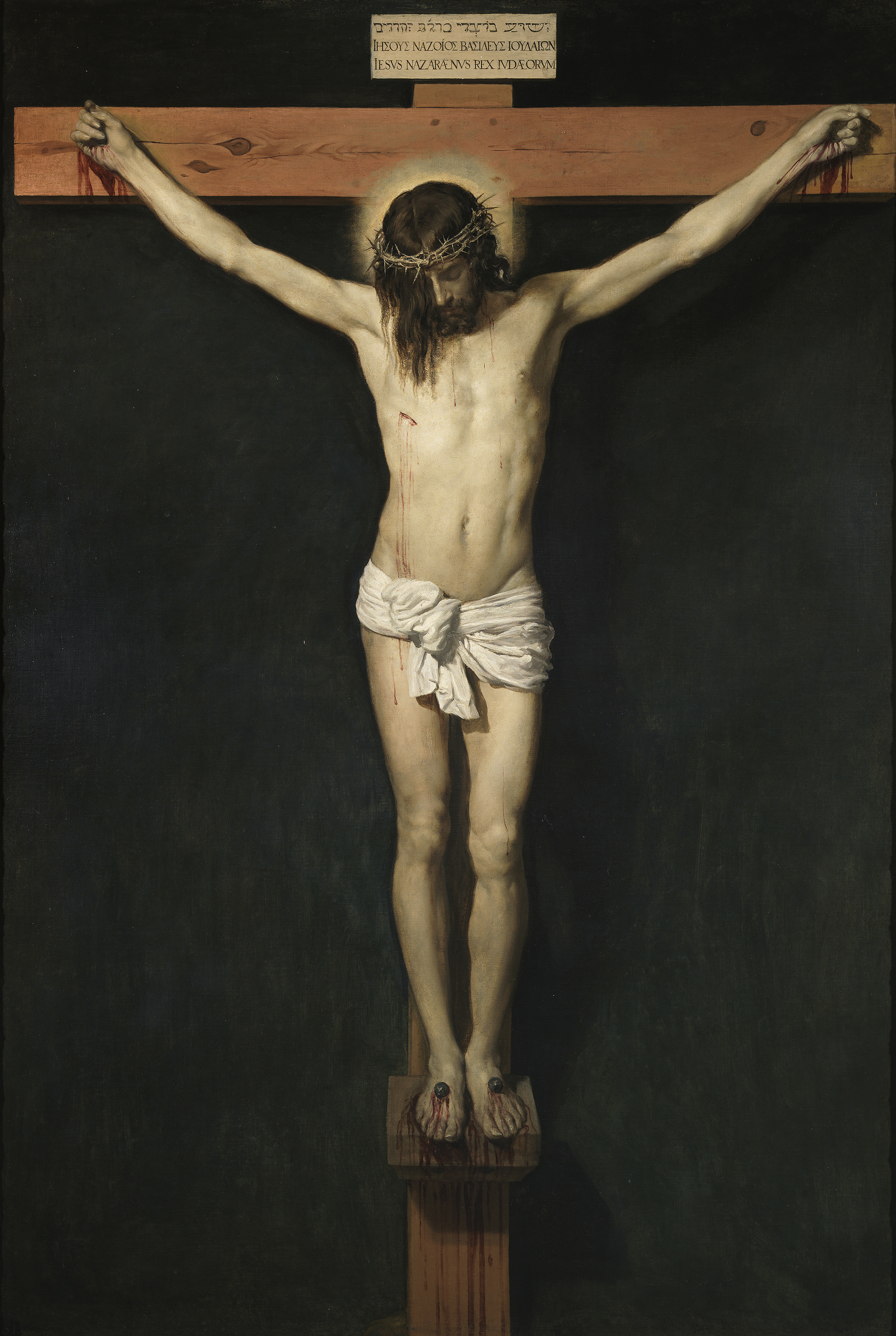
Diego Velázquez, Cristo crocifisso, 1631, olio su tela (248 × 169 cm), Madrid, Museo del Prado.

La crocifissione (o, meno comunemente, crocefissione) di Gesù è la modalità con la quale egli fu messo a morte.
Questo avvenimento, menzionato in tutti i Vangeli canonici e in altri testi del Nuovo Testamento, in particolare nelle Lettere di Paolo e negli Atti degli Apostoli, è considerato dai cristiani l'evento culminante della storia della salvezza, il sacrificio per cui Cristo ha operato la salvezza.
La croce cristiana, segno della forma dello strumento dell'esecuzione di Gesù, è diventata il simbolo principale della religione cristiana a partire dai primi secoli.

## Testimonianza delle Sacre Scritture

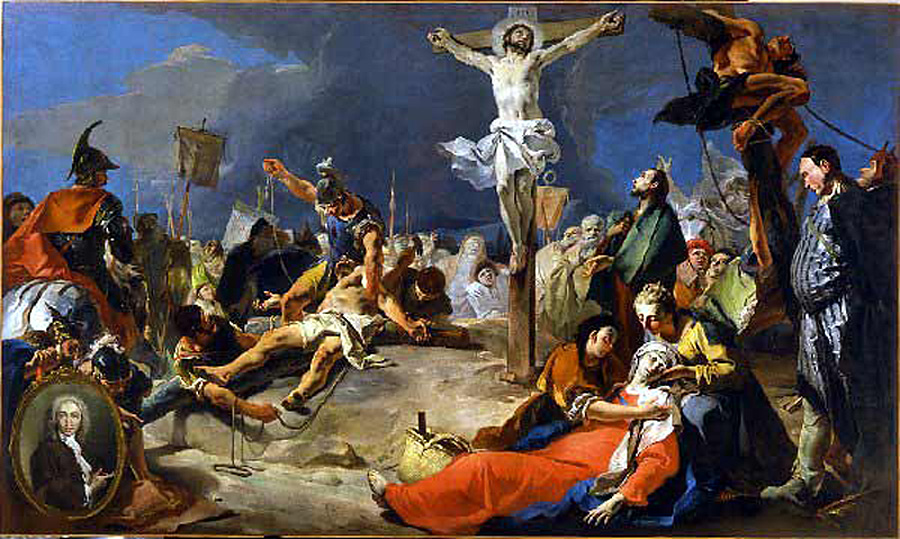
Crocifissione, Giambattista Tiepolo, Chiesa di San Martino a Burano

La ricostruzione della crocifissione di Gesù Cristo ricavabile dai Vangeli canonici, cui tutte le chiese cristiane attribuiscono carattere storico in relazione a "quanto Gesù Figlio di Dio, durante la sua vita tra gli uomini, effettivamente operò e insegnò per la loro eterna salvezza, fino al giorno in cui fu assunto in cielo". appare alquanto aderente a quanto emerso dagli studi storici condotti, principalmente nella prima metà del Novecento, sulla pratica della crocifissione presso i Romani.
La crocifissione ebbe luogo su una piccola altura a settentrione di Gerusalemme, denominata Calvario in latino e Golgota in aramaico, vicino a una delle porte di ingresso della città. Gesù, sulla croce, non subì da parte dei soldati romani il crurifragium, cioè la rottura delle gambe, per affrettarne la morte, in quanto vedendolo già morto gli venne forato il costato con un colpo di lancia.
La resa della salma ai familiari è verosimile, in quanto consentita da Augusto, mentre in precedenza era stato in vigore il divieto di rimuovere i cadaveri sino alla loro completa decomposizione. Secondo Giulio Paolo, il cadavere di giustiziati era consegnato per la sepoltura a chiunque ne facesse richiesta; altrimenti venivano gettati in una fossa comune. In ossequio a Deut 21:26, come ricorda anche Giuseppe Flavio, i Giudei erano soliti seppellire i condannati nello stesso giorno della morte prima del calar del sole. La legge ebraica imponeva di seppellire anche gli stranieri e i criminali. Filone Alessandrino è un altro testimone dell'usanza ebraica della sepoltura.

### Eventi prodigiosi alla morte di Gesù
Nella narrazione dei vangeli sinottici, la morte di Gesù - oltre alla professione di fede del centurione - fu accompagnata da eventi prodigiosi. Esegeti come Raymond Edward Brown interpretano tale narrazione come l'uso, in senso simbolico e teologico, del linguaggio escatologico dell'Antico Testamento o di quello abituale nella cultura ellenistica. Un approccio con una sfumatura leggermente diversa è fornito da Gianfranco Ravasi, che passando in rassegna gli eventi narrati da Matteo vi vede tre segni teofanici. La storicità degli eventi miracolosi, è ritenuta «non documentabile», ma il significato della narrazione evangelica è riportato a una lettura metastorica.
Altri studiosi, consapevoli che un'eclissi naturale non poteva avvenire nel periodo della Pasqua né poteva durare tanto a lungo, la considerano un evento miracoloso. L'astronomo Giovanni Sacrobosco nel suo Tractatus de Sphaera ritiene «che l'eclisse non fu naturale, ma, piuttosto, miracolosa e contraria alla natura». Gli studiosi moderni che considerano l'oscurità un fenomeno miracoloso, tendono a considerarlo come un evento prodigioso associato a fenomeni naturali, quali polveri vulcaniche o dense nubi oppure omettono del tutto una spiegazione naturale. La Reformation Study Bible, una Bibbia protestante, dichiara semplicemente trattarsi di «un'oscurità soprannaturale». Nota comunque il teologo Raymond Edward Brown che "qualunque suggerimento che Dio sospese le leggi naturali e causò una straordinaria lunga eclissi sull'intera terra a quel tempo si scontra con il silenzio di autori antichi contemporanei sul supposto evento, come Seneca e Plinio, che normalmente avrebbero notato una tale straordinaria meraviglia".
Alcuni studiosi ipotizzano che l'oscurità sia causata da una tempesta solare, da dense nuvole o dalle conseguenze di un'eruzione vulcanica. Nel 2011 Humphreys accettò che Luca si riferisse al sole e ipotizzò che si possa essere trattato di una tempesta di sabbia, khamsin, che in genere si verifica da marzo a maggio e può oscurare il sole per alcune ore.
Infatti questi eventi prodigiosi non sono citati da nessun resoconto storico dell'epoca e neppure dal Vangelo secondo Giovanni; gli altri tre evangelisti non accennano al terremoto quando "le rocce si spezzarono" e, soprattutto, alla risurrezione dei morti, presenti solo nel Vangelo secondo Matteo. Tali eventi, descritti nei vangeli sinottici, furono:
- Un fortissimo terremoto in cui "le rocce si spezzarono" e la risurrezione di molti morti nei sepolcri con la loro apparizione in Gerusalemme[24]: queste manifestazioni sono descritte solo nel Vangelo secondo Matteo. La risurrezione dei morti nei sepolcri, peraltro, avvenne in modo particolare: alla morte di Gesù, i sepolcri si aprirono e molti morti risorsero ma restarono fermi nel sepolcro aperto - e quindi accessibile a tutti - per tre giorni, fino alla risurrezione di Gesù; solo dopo uscirono dai sepolcri stessi e camminarono per Gerusalemme, apparendo quindi avvolti nelle bende o nel lenzuolo mortuario e sembra senza suscitare panico.[23] La scena è ritenuta da studiosi, anche cristiani, di natura leggendaria e, a livello simbolico, "la risurrezione dei giusti dell'AT è un segno dell'era escatologica".[Nota 3] Una ricerca geologica ha riscontrato indizi di un terremoto avvenuto in Palestina nel 31 d.C., senza che ovviamente sia possibile identificarlo con il terremoto di cui parla Matteo.[25]

- Il buio su tutta la terra per tre ore, da mezzogiorno alle tre[26]: avvenimento raccontato nei tre vangeli sinottici, non necessariamente, come già detto, come vicenda storica.[27] In base, infatti, ai calcoli astronomici non ci furono - né furono registrate - eclissi solari nel periodo in cui si ritiene sia avvenuta la morte di Gesù; inoltre le eclissi - che durano al massimo sette minuti e sono visibili da una porzione molto ridotta della superficie terrestre - non possono verificarsi in prossimità della Pasqua ebraica, perché quest'ultima coincide con il plenilunio, quindi la Luna è necessariamente dalla parte opposta della Terra rispetto al Sole e non può oscurare quest'ultimo. Altri studiosi hanno ipotizzato che l'oscurità non sia stata causata da un'eclisse, ma da una tempesta di sabbia, da dense nubi o dalle conseguenze di un'eruzione vulcanica.[22][Nota 1] Il brano può anche essere interpretato a livello metaforico, facendo riferimento all'Antico Testamento;[Nota 4] va inoltre osservato che "c'è un'abbondante testimonianza greco-romana che segni straordinari furono comunemente associati alla morte di grandi uomini o semidivinità".[Nota 5]

- Il velo del Tempio che si squarciò[28]: l'evento è citato in tutti e tre i sinottici ma vi è discordanza tra le narrazioni, in quanto i vangeli di Marco e Matteo sostengono che il velo si squarciò solo dopo che Gesù era già morto[29], al contrario del Vangelo secondo Luca che riferisce come l'evento accadde quando Gesù era ancora vivo[30]; le due versioni sono temporalmente inconciliabili.[Nota 6] In ogni caso, tale evento - che, interessando il Sancta Sanctorum, l'area più sacra del Tempio, avrebbe dovuto avere un'eco notevole - non è riportato da alcun'altra fonte storica e anche lo storico ebreo Flavio Giuseppe - che ben conosceva il Tempio e parlò del suo velo in relazione agli anni precedenti alle guerre giudaiche del 66 d.C. - non citò questo catastrofico evento.[Nota 7] Tale episodio secondo alcuni esegeti può essere considerato come non storico, ma simbolico, ovvero la rimozione del velo "che separava da Dio tutti eccetto i sacerdoti [e] in Gesù, ora, tutti hanno accesso a Dio".[Nota 8]

## Analisi storica e discordanze narrative
Si possono riscontrare, nelle narrazioni evangeliche sulla crocifissione, delle discrepanze sia storiche che interne ai vangeli stessi. 
Per esempio, in merito alla data in cui avvenne la crocifissione, i vangeli sinottici affermano che Gesù morì il giorno di Pasqua (15 Nisan), mentre il Vangelo secondo Giovanni colloca la morte di Gesù al giorno precedente, quello di preparazione alla Pasqua (14 Nisan). Inoltre, i vangeli non concordano sull'ora in cui Gesù fu crocifisso: infatti, secondo il Vangelo di Marco la crocifissione fu alle 9 di mattina, mentre, secondo il Vangelo di Giovanni, avvenne dopo mezzogiorno, oltre tre ore dopo. Gli esegeti curatori del Nuovo Grande Commentario Biblico sottolineano che la discrepanza tra le due cronologie, giovannea e sinottica, "suscita notevoli problemi" e ritengono che sia corretta solo quella riportata da Giovanni - ovvero che Gesù morì il giorno prima, quello della Preparazione, e non durante la Pasqua come indicato dai sinottici - anche "perché è difficile pensare che i sommi sacerdoti e gli scribi si siano comportati così come fecero, il primo giorno di Pasqua" e il teologo Raymond Brown osserva che "gli studiosi che preferiscono la cronologia di Giovanni rispetto a quella dei sinottici probabilmente costituiscono la maggioranza, questo a dispetto della tendenza dei loro avversari di citare il principio generale che uno non si possa aspettare un resoconto storico da Giovanni".
In merito alla salita al Calvario, secondo i vangeli sinottici, Gesù fu aiutato da un certo Simone di Cirene a portare la croce dall'uscita del praetorium, subito dopo la condanna, fino al Golgota; invece, il Vangelo secondo Giovanni dice che la croce fu portata dal solo Gesù dalla partenza fino al Golgota; gli esegeti curatori del Nuovo Grande Commentario Biblico spiegano tale discrepanza storica ritenendo che l'evangelista non fosse a conoscenza di tale tradizione su Simone di Cirene o, a livello teologico, che Giovanni "scelse di far portare la croce a Gesù per significare che egli aveva ancora il pieno controllo del proprio destino". 
Sulla croce venne poi apposta una tavoletta - il cosiddetto titulus crucis - con la scritta, in tre lingue, "Gesù il Nazareno, il Re dei Giudei", secondo il resoconto dato dal Vangelo di Giovanni,; gli altri vangeli riportano, invece, una scritta diversa: "Questi è Gesù, il re dei Giudei" secondo Matteo, "Il re dei Giudei" secondo Marco e "Questi è il re dei Giudei" secondo Luca. Il teologo Raymond Brown ritiene che l'uso di tre lingue sul titulus crucis per un semplice criminale, come riportato dal Vangelo secondo Giovanni, non sarebbe storicamente verosimile e "possiamo essere ragionevolmente certi che i soldati romani non si sarebbero preoccupati di trascrivere l'accusa ad un criminale in tre lingue. Iscrizioni multilingue erano usate nell'antichità ma solo in eventi solenni, come un proclama imperiale" e quindi "le tre lingue hanno significato simbolico. L'Ebraico è la lingua sacra delle Scritture di Israele; il Latino è la lingua del conquistatore Romano; il Greco è la lingua in cui il messaggio di Gesù viene diffuso e scritto"; alcuni antichi copisti variarono, simbolicamente, l'ordine dei testi in "Ebraico, Greco e Latino, ponendo per ultima di importanza la lingua imperiale".
Vi sono delle divergenze anche sull'offerta a Gesù di una bevanda. Il Vangelo di Marco riporta che, subito prima della crocifissione, a Gesù fu dato da bere del vino mescolato con mirra, che era usato come anestetico, mentre diversamente il Vangelo secondo Matteo dice che il vino offertogli era mescolato con fiele; gli esegeti dell'École biblique et archéologique française (i curatori della Bibbia di Gerusalemme), i teologi Rudolf Bultmann, Raymond Brown e John Dominic Crossan, tra i cofondatori del Jesus Seminar, ritengono che Matteo, in base alle profezie, abbia cambiato la descrizione, storicamente più attendibile, di Marco. Mentre in Marco/Matteo si riportano due offerte di vino a Gesù durante la crocifissione (all'inizio e alla fine), in Luca (a metà crocifissione) e Giovanni (alla fine) viene riportata un'unica offerta. 
Il Vangelo secondo Giovanni dice, inoltre, che venne offerto da bere a Gesù con una spugna issata verso la sua bocca, imbevuta di aceto e posta sulla cima di un ramo di issopo. In merito all'uso dell'issopo, gli studiosi dell'interconfessionale Bibbia TOB, concordemente agli esegeti della École biblique et archéologique française, osservano come tale pianta sia troppo fragile per sorreggere una spugna imbevuta: "issòpo: nessuna delle specie conosciute sembra adatta a questo gesto; Giovanni potrebbe riferirsi a Esodo 12,22, dove l’issòpo è usato per l’aspersione con il sangue dell’agnello pasquale". Quindi l'uso descritto in Giovanni può assumere un valore non storico, ma simbolico. Anche il teologo Raymond Brown osserva: "il vero enigma nella descrizione giovannea è l'indicazione che la spugna col vino è messa su un issopo. Marco/Matteo menzionano una canna, presumibilmente un lungo e forte stelo. [...] (Levitico 14,47; Numeri 19,18; Esodo 12,22) niente nelle descrizioni bibliche suggerisce che l'issopo avrebbe potuto sostenere il peso di una spugna imbevuta. [...] Una soluzione decisamente migliore è accettare il fatto che Giovanni intendeva l'issopo biblico nonostante l'impossibilità fisica causata dalla fragilità di questa pianta [per] richiamare le Scritture".
In merito ai due ladroni crocifissi con Gesù, secondo i vangeli di Matteo e Marco entrambi questi ladroni insultavano Gesù, mentre secondo il Vangelo di Luca fu uno solo dei due a insultarlo, mentre l'altro, riconoscendo l'innocenza di Gesù, lo difendeva, ottenendo la benedizione dallo stesso; tale divergenza viene vista dagli studiosi come un'evoluzione delle tradizioni orali, che a volte arricchiva il materiale precedente. 
La presenza, invece, di alcune donne del suo seguito è riportata dai vangeli sinottici sottolineando che si trovavano lontane dalla croce; di queste donne Matteo e Marco indicano l'identità di tre, fra le quali non c'era Maria la madre di Gesù, in quanto, diversamente dal resoconto giovanneo, "nulla negli altri vangeli supporta la presenza della madre di Gesù al Golgota". Invece il Vangelo di Giovanni dice che era presente anche Maria la madre di Gesù, la quale, insieme a Maria Maddalena e alle altre donne, si trovava ai piedi della croce; secondo gli studiosi, il Vangelo di Giovanni - il quale presenta un Gesù che ha sempre il controllo degli eventi durante la passione - anche in questo frangente vuole sottolineare come Gesù, nel mostrare che "la sua missione è stata portata a termine", affida la madre e il discepolo prediletto l'uno all'altra, e così simbolicamente la sua comunità.
I vangeli testimoniano, ognuno in base alla propria visione teologica, quali furono le ultime parole di Gesù sulla croce. Gesù - appena prima di spirare - secondo il Vangelo di Luca disse: "«Padre, nelle tue mani consegno il mio spirito». Detto questo spirò."; differentemente, il Vangelo di Giovanni riporta, in merito all'ultima frase detta da Gesù subito prima di spirare: "E dopo aver ricevuto l'aceto, Gesù disse: «Tutto è compiuto!». E, chinato il capo, spirò.". Il teologo Raymond Brown sottolinea che "Marco/Matteo, Luca e Giovanni riportano tre differenti frasi come ultime parole di Gesù sulla croce [Mc15,34; Mt27,46; Lc23,46; Gv19,30] benché solo una di queste frasi possa essere l'ultima in assoluto" e siccome "le ultime parole pronunciate da Gesù appena prima di morire non sono le stesse in Marco/Matteo, in Luca e in Giovanni, funzionalmente abbiamo tre diversi tentativi per far sì che tali parole rappresentino la prospettiva finale sul ruolo di Gesù nel piano di Dio". John Dominic Crossan ritiene queste essere, come altri episodi della passione, "profezie storicizzate piuttosto che storia ricordata" e Rudolf Bultmann ritiene questi passi "fortemente trasformati da elementi leggendari" e riportati dagli evangelisti in base alle proprie motivazioni teologiche. Anche una delle frasi attribuite, solo in Luca, a Gesù in croce - «Padre, perdonali, perché non sanno quello che fanno» - è omessa da importanti manoscritti di tale vangelo e Raymond Brown commenta che "è ironico che una delle frasi forse più belle in tutta la passione debba essere dubbia a livello documentale".
Riguardo al crurifragium, cioè la rottura delle gambe, riportato tra i vangeli canonici dal solo Vangelo secondo Giovanni, tale episodio non è considerato storico da alcuni studiosi che ritengono sia stato aggiunto per motivazioni teologiche. Ad esempio il teologo Rudolf Bultmann ritiene che "19,34 (fuoriuscita di sangue e acqua) e 19,35 (testimoni) furono aggiunti al vangelo finito dell'evangelista da dei redattori ecclesiastici come un riferimento ai sacramenti, una delle preoccupazioni peculiari della teologia del redattore" e lo studioso Raymond Brown sottolinea che "la difficoltà di confermare l'informazione di Giovanni è esemplificata dal fatto che nessun altro scritto cristiano nel secolo successivo alla morte di Gesù menziona la ferita al fianco. Anche più complicata è la storicità del flusso di sangue e acqua conseguente al colpo della lancia. Barrett, Dodd e altri lo giudicano improbabile".
In merito alla resa della salma ai familiari alcuni studiosi evidenziano che, secondo molte testimonianze storiche, ancora sotto Tiberio la prassi romana restava quella di lasciare i cadaveri a decomporsi sulla croce alla mercé degli animali, come deterrente per chi osava sfidare Roma; non vi sono prove di alcuna deroga a tale prassi da parte di un governatore romano e tanto meno Ponzio Pilato, noto per la sua fermezza e crudeltà. L'unico caso documentato in cui si permetteva di ottenere il cadavere del condannato per la sepoltura era in occasione del compleanno dell'imperatore ed era unicamente concesso - senza eccezioni - ai famigliari del giustiziato e tale privilegio veniva concesso solo alle famiglie più altolocate, due condizioni in cui non rientrava il caso di Gesù. Osserva il teologo Raymond Brown: "Tacito riporta le azioni di Tiberio: le persone condannate a morte perdevano le loro proprietà e ne era proibito il funerale. Oltre a questa vendetta Imperiale, la severità era ritenuta normale da Petronio" ed "evidentemente era quasi proverbiale che quelli che erano appesi sulla croce nutrissero i corvi con i loro corpi".

## Fonti non cristiane

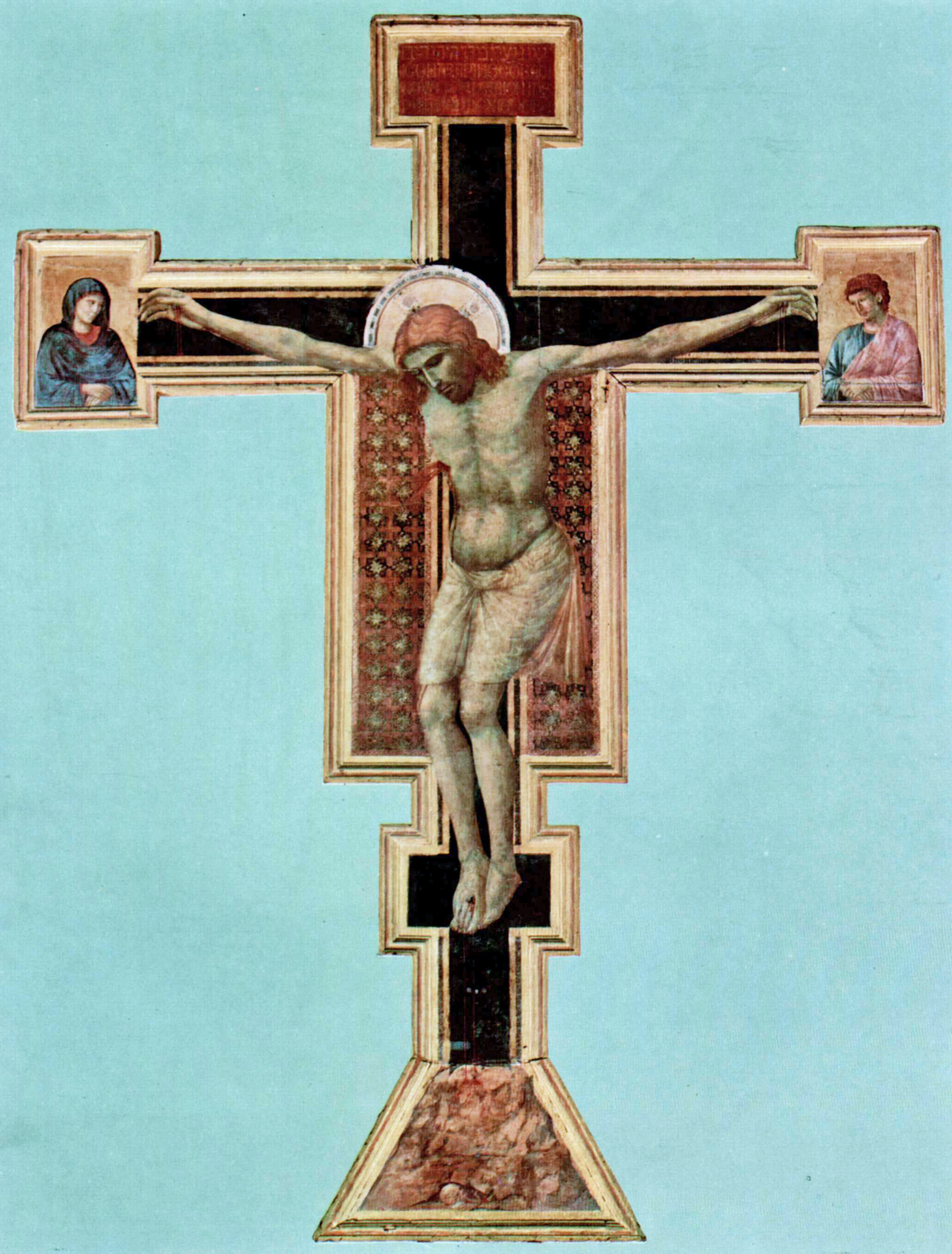
Giotto, Crocifisso di Santa Maria Novella (1290-1300)

Le fonti coeve non cristiane che parlano del martirio di Gesù comprendono Tacito e Giuseppe Flavio. Una testimonianza successiva di uno o più secoli è inoltre fornita da un testo della tradizione ebraica, il Talmud di Babilonia.
Tacito, in particolare, dedica un brano degli Annali alla passione di Cristo, dispiacendosi, in quanto pagano, che essa non abbia stroncato la diffusione della nuova religione:
Il fondatore di questa setta, il Cristo, aveva avuto il supplizio sotto il regno di Tiberio, per ordine del procuratore Ponzio Pilato. Momentaneamente repressa, la funesta superstizione si scatenò di nuovo non soltanto nella Giudea, culla del male, ma in Roma stessa (Annali, XV, 44).
Molti storici non considerano, però, particolarmente significativa questa testimonianza - che si riferisce all'incendio di Roma del 64 d.C., sotto Nerone - in quanto Tacito scriveva nel 115 d.C. - dopo 85 anni dalla morte di Gesù, periodo in cui il cristianesimo aveva già iniziato a diffondersi e gli stessi vangeli erano già stati scritti - citando informazioni e credenze allora di pubblico dominio; inoltre, a testimonianza che lo storico riportò tali informazioni in modo poco accurato e senza verifica documentale, il brano attribuisce erroneamente a Pilato la carica di "procuratore" romano della Giudea, mentre era "prefetto".
Lo storico giudeo-romano Giuseppe Flavio (circa 37-103), nella sua opera Antichità giudaiche, in un passo che compare in vari manoscritti in greco pervenutici, parla non solo della crocifissione, ma, nel testo a noi pervenuto, dà per certa anche la resurrezione: 
(Ant. XVIII, 63-64)
Il testo in questione - noto come Testimonium Flavianum - è oggetto di discussione tra gli storici: la descrizione, che enfatizza la divinità del Cristo, è infatti poco credibile in un autore giudeo. Si è quindi pensato a possibili interpolazioni da parte di copisti medievali. Attualmente la maggioranza degli studiosi ritiene, infatti, che il Testimonium Flavianum sia un falso, un'interpolazione successiva operata da copisti cristiani che non viene citata infatti da alcun padre della Chiesa fino ad Eusebio di Cesarea nel IV secolo.
La scoperta fatta da Shlomo Pines nel 1971 di una Storia universale in lingua araba scritta in Siria nel X secolo dal vescovo e storico cristiano Agapio di Gerapoli riporta il passo di Giuseppe Flavio su Cristo in una versione che sembra da ritenersi più fedele all'originale. Afferma dunque Agapio che:
Esiste inoltre anche un'altra fonte extra biblica interessante poiché deriva dalla tradizione ebraica: il Talmud di Babilonia (II - V secolo); qui si legge che alla vigilia della Pasqua fu giustiziato Gesù (Yeshu) e anche che costui aveva portato alla rivolta Israele. La nota forse più interessante è comunque quella riguardante il processo che si descrive annotando non si trovò nessuno che lo difendesse. Il testo riporta: 
(Talmud Sanhedrin, 43a)
Gli studiosi ebraici rifiutano comunque tale identificazione con il Gesù dei vangeli, sottolineando che Yeshu fu lapidato e poi appeso a un palo o a un albero e che, inoltre, il brano riporta come questo predicatore avesse solo 5 discepoli, i cui nomi peraltro non coincidono con i Dodici; in aggiunta, la testimonianza è di periodo tardo - almeno del IV secolo, riportando un insegnamento del rabbi Abbaye, che visse a quel tempo - e le tradizioni del cristianesimo erano già molto diffuse nel bacino del Mediterraneo, permettendo così di estrapolare tale citazione dalle stesse.

## Studi
Nel tempo molte discussioni sono scaturite intorno al supplizio, ad esempio sulla forma dello strumento dell'esecuzione di Gesù e sulla natura della sua condanna.
La crocifissione era una pena capitale inflitta su larga scala dai Romani riservata in particolare agli schiavi e ai "peregrini" (uomini liberi che non erano né cittadini romani né Latini e si trovavano a risiedere sul territorio di Roma), "sebbene occasionalmente uomini e donne libere, cittadini e soldati siano stati sottoposti alla pena.".
Il Codex Theodosianus non conserva nessuna legge sull'abolizione della crocifissione; la più antica testimonianza che possediamo è a quella di Sesto Aurelio Vittore che nel 361 scrive: "Costantino (...) fu il primo ad abolire la pena spaventosa e da molto tempo utilizzata della crocifissione e della rottura delle gambe".

## Testimonianze paleocristiane

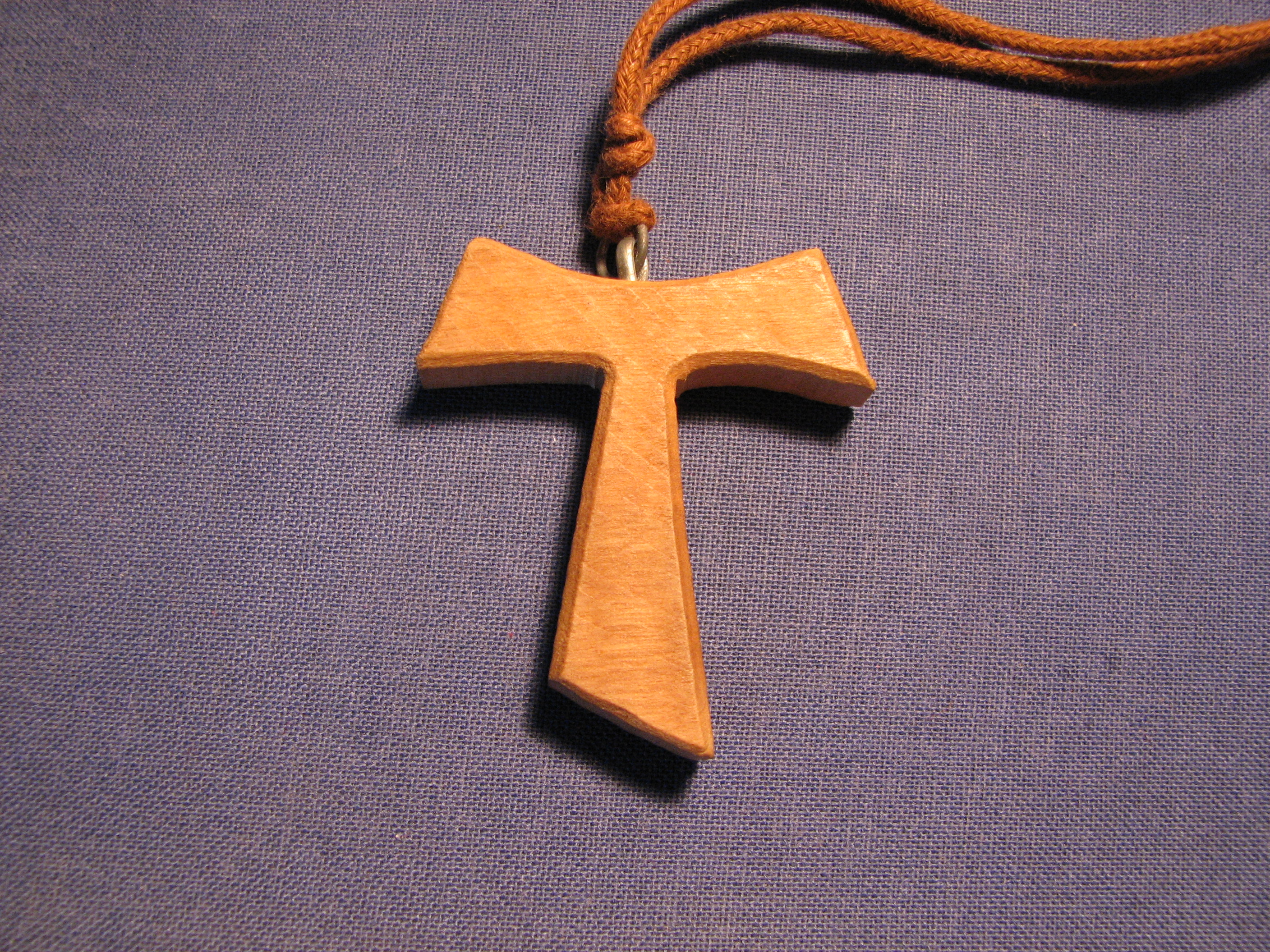
L'uso simbolico della lettera Tau, che riprende la forma della croce, è stato reso popolare da Francesco d'Assisi.

Tertulliano nota che la lettera greca τ e quella latina T hanno la stessa forma della croce: Ipsa est enim littera Graecorum Tau, nostra autem T, species crucis. William Barclay osserva che, perché la lettera greca tau veniva usata per indicare il numero 300, i padri della Chiesa riguardavano come prefigurazione mistica della croce di Cristo ogni apparizione del numero 300 nell'Antico Testamento. Così la Lettera di Barnaba, la cui data di compilazione è stimata come tra 80 e 120, vede nel numero 318 (espresso in numerali greci come τιη') del testo di Genesi 14:14 un'intimazione della crocifissione di Gesù: infatti interpreta le lettere-numerali ιη’ (18) come le lettere iniziali di Ἰησοῦς, Iēsus, e la lettera-numerale τ’ (300) come prefigurazione della Croce: "Quale era il significato a lui rivelato? Lo comprendete perché dice prima diciotto e, fatta una separazione, aggiunge trecento. Diciotto si indica con iota = dieci ed eta = otto. Hai Gesù. Poiché la croce è raffigurata nel tau che doveva comportare la grazia, aggiunge anche trecento. Indica Gesù nelle due prime lettere e la croce nell'altra". E Clemente Alessandrino ricorda la stessa interpretazione del numero τιη’ (318), riferendosi alla croce di Cristo con l'espressione "il segno del Signore": "Dicono che il numerale 300 a motivo della sua forma è un tipo del segno del Signore e l'iota e l'eta sono indicazioni del nome del Salvatore".
Tertulliano informa che per tradizione i cristiani si segnavano ripetutamente la fronte con il segno della croce:
"Quando entriamo o usciamo, quando ci vestiamo o ci calziamo i sandali, quando facciamo il bagno o ci mettiamo a tavola o quando accendiamo una candela, quando andiamo a dormire o a sederci, qualunque lavoro intraprendiamo, ci segniamo la fronte con il segno". E nello stesso contesto indica che il segno di cui parla è quello della croce: "Tutti i fedeli marcati con quel segno del quale Ezechiele parlò dicendo «Il Signore mi dice: Passa nel mezzo della porta, nel mezzo di Gerusalemme, e segna un tau sulla fronte degli uomini». Infatti la lettera greca tau, la nostra lettera T, è l'immagine della croce che il profeta presagiò che noi portiamo sulla fronte". L'universalità dell'usanza cristiana di tracciarsi sulla fronte il segno della croce, usanza non limitata alla sola provincia romana di Africa, dove viveva Tertulliano, è dimostrata dal fatto che anche l'egiziano Origene, di solo una trentina di anni più giovane di Tertulliano, interpreta similmente lo stesso passo del Libro di Ezechiele, con la differenza di vedere nel segno sulla fronte un riferimento non alla lettera greca tau ma alla tau dell'alfabeto ebraico, che in passato aveva la forma di croce. In esso egli pure vede una profezia dell'usanza dei cristiani di segnarsi la fronte con una croce all'inizio delle attività, particolarmente delle preghiere e delle letture sacre.
Paolo di Tarso osservò che l'idea di Cristo crocifisso, oggetto della sua predicazione, era "scandalo per i giudei, stoltezza per i pagani".
I cristiani erano chiamati adoratori di una croce. A questo riguardo Tertulliano controbatte che gli stessi pagani adoravano immagini di legno, con la sola differenza che, mentre essi adoravano uno stipite di legno, che è solo parte di una croce, quello che essi attribuivano ai cristiani era una croce intera: "Anche chi ci crede adoratori di una croce, sarà nostro correligionario. Quando si adora un legno, poco importa il suo aspetto, essendo la stessa la qualità della materia; poco importa la forma, quando proprio codesto legno sia il corpo di un dio. E tuttavia quanto poco si differenzia dal legno di una croce Pallade attica e Cerere faria, che senza figura si presentano, rozzo palo e legno informe! Parte di una croce è ogni legno, che piantato viene in posizione verticale. Noi, se mai, adoriamo un dio intero e completo".
Gli stessi cristiani coscientemente veneravano la figura della croce: interpretavano l'usanza di pregare a braccia estese come l'adottare la forma della croce di Cristo:
(Tertulliano, De oratione, 14)
Secondo Naphthali Wieder, è stato proprio perché i cristiani interpretavano la preghiera a braccia estese come riferimento alla crocifissione del Messia che i giudei abbandonarono questa postura di preghiera precedentemente tradizionale nella liturgia ebraica.
Minucio Felice nel suo Octavius del 197 circa dichiara: "Certo, noi intravediamo il segno della croce, naturalmente, nella nave spinta da vele gonfie o fatta scivolare avanti da remi distesi; e quando si solleva lo stendardo militare, è il segno della croce; come pure quando un uomo adora Dio con mente pura e mani estese".

### Interpretazioni alternative dei testi evangelici
I Testimoni di Geova affermano che lo stauròs su cui Gesù morì era un semplice palo. L'interpretazione da essi avanzata si baserebbe sull'ambiguità di certi termini usati nel Nuovo Testamento in relazione alla crocifissione di Gesù.
Studiosi quali Gunnar Samuelsson considerano tale interpretazione non convincente nei riguardi della specifica crocifissione di Gesù. Egli afferma che il vocabolo greco σταυρός (stauros), pur aperto ad altre interpretazioni ancora al tempo dei vangeli, può benissimo aver avuto per gli evangelisti il significato in cui la chiesa ora lo intendono, cioè di "croce". Nella sua pubblicazione Crucifixion in Antiquity, il teologo svedese cita una serie di personaggi e i loro scritti, in cui i termini usati denotano solo «sospensioni non specificate», ma mai inequivocabilmente una crocifissione avvenuta su due pezzi di legno o su un unico palo, anche se in certi casi è possibile che il riferimento sia a tali tipi di crocifissione. La conclusione del teologo svedese è che la mancanza di descrizioni chiare nelle Scritture indica che una terminologia distinta sulla crocifissione nasce con l'esecuzione di Gesù Cristo.
Secondo i lessici greci, la parola σταυρός, che nel greco di Omero (circa 900 anni prima di Cristo) e del periodo classico (500-300 anni avanti Cristo) significava solo un palo, era già usata nel primo secolo d.C. per indicare una croce. Del resto, è esattamente la stessa cosa che si è verificata nella lingua italiana con il termine "forca", che dal significato originario (semplice bastone con estremità doppia e ricurva), ha assunto anche il significato di strumento di esecuzione utilizzato per l'impiccagione. Il riferimento è doppiamente significativo se si tiene conto che lo stesso termine "impiccare", usato per indicare l'esecuzione per strangolamento tramite sospensione a una corda, deriva da un significato traslato rispetto all'originale ("appendere a una picca"). Ma, oltre a questi, i motivi principali per cui non è generalmente accettata l'idea che Gesù sia stato ucciso mediante affissione ad un palo è che, secondo fonti quali l'Encyclopaedia Britannica, nel primo secolo d.C., il secolo verso la fine del quale furono scritti i Vangeli che descrivono la morte di Gesù, la crocifissione avveniva normalmente, pur se non unicamente, legando il condannato, le braccia estese, a una traversa (patibulum) o inchiodandogli i polsi ad essa, e poi fissando questa a circa 3 metri di altezza a uno stipite verticale, mentre al condannato si legavano o s'inchiodavano i piedi allo stesso palo verticale; e principalmente perché i primi cristiani che parlano della forma di quello su cui è morto Gesù lo descrivono come avente traversa.

## Rappresentazioni della crocifissione di Gesù

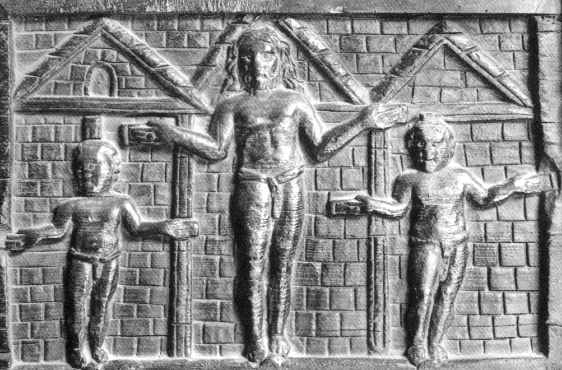
La formella nella basilica di Santa Sabina a Roma è un'antica rappresentazione della crocifissione di Gesù.

Le più antiche rappresentazioni ancora conservate di Cristo crocifisso sono:
- il graffito anti-cristiano detto Graffito di Alessameno che ironizza sul crocifisso, opera probabilmente di un paggio imperiale del Palatino (databile tra il II e la prima metà del III secolo d.C., e secondo alcuni anche della fine del I secolo).
- la raffigurazione scolpita alla fine del II secolo o all'inizio del seguente, probabilmente in Siria, in una gemma di diaspro destinata ad essere usata come amuleto. Presenta la figura di un uomo nudo le cui braccia sono legate con vincoli alla traversa di una croce. L'iscrizione in lingua greca combina parole magiche con termini cristiani. Il catalogo di una mostra del 2007 dice: "L'apparizione della crocifissione in una gemma di data così precoce suggerisce che immagini di tale tema (ora perdute) possono essere state diffuse nel II e nel III secolo, probabilmente in contesti cristiani normali".[113][114][115]
- una gemma della metà del IV secolo, probabilmente anch'essa di provenienza siriana, che faceva parte di un sigillo personale. Presenta Gesù in croce con i dodici apostoli a destra e a sinistra.[113][116][117]
- la crocifissione della scatola d'avorio al British Museum di Londra databile verso il 420-430 d.C.
- il pannello di Santa Sabina a Roma (V secolo). Nel pannello Cristo è rappresentato di fronte, al centro della scena, più grande dei due ladroni Gesta, il cattivo, e Disma, il buono. Ha gli occhi aperti, la barba e i capelli lunghi, le braccia sono aperte in posizione di orante e solo le mani sono inchiodate. I piedi, contrariamente alla maggioranza delle rappresentazioni, poggiano in terra e non sono inchiodati. La testa è volta a destra e la pietas cristiana pensa che sia volta verso il buon ladrone per dire: "Oggi sarai con me in paradiso" (Vangelo secondo Luca).[118] Il corpo di Cristo appare senza peso ed il volto di Cristo è un volto "vivente" (morto e risorto).

Nel V secolo, nelle Basiliche paleocristiane e nei mosaici compare la "Croce gemmata", simbolo di Cristo in gloria.
Nel 451 papa Leone I, nel riaffermare le due nature, umana e divina, del Cristo, disse che era stato "appeso alla croce e trapassato da chiodi".
Diverse fonti mettono la transizione da rappresentazioni del Christus triumphans a rappresentazioni del Christus patiens in relazione ai secoli XII-XIII.
La crocifissione di Gesù è rappresentata figurativamente già nel V secolo in un pannello di Santa Sabina a Roma. Una miniatura dei Vangeli Rabbula ora alla Biblioteca Laurenziana di Firenze presenta un Cristo calmo, sereno, vincente. Fra i simboli accessori delle rappresentazioni, figuravano il teschio di Adamo (significando che ivi moriva l'uomo, ma non la divinità), gli angeli (forse solo gli arcangeli), l'agnello sacrificale, Satana, la Chiesa, la Sinagoga e, inaspettatamente, il pellicano. Infatti una leggenda medievale molto diffusa narra della capacità del pellicano di far rinascere i propri figli, morti per qualsiasi motivo, aspergendoli del proprio sangue. Questa analogia con il sacrificio di Cristo che, nella fede cattolica, riscatta con il suo sangue l'umanità dal peccato, ha ispirato letterati e poeti, assegnando al pellicano la valenza di simbolo cristologico.
Le forme della rappresentazione figurativa (nell'arte, la copiosa raffigurazione della Passione di Cristo potrebbe costituire un genere a sé in molte discipline) naturalmente risentirono in seguito del variare sia dei canoni artistici che dei climi culturali. Ciò può anche spiegare le sensibili differenze iconografiche fra i culti cristiani occidentali e quelli delle Chiese d'Oriente.

## Antropologia delle religioni
La crocifissione entra nel campo di interesse dell'antropologia delle religioni quando essa rivolga la sua attenzione ai sistemi di rappresentazione ed ai sistemi simbolici.
Un ruolo di particolare rilievo, nell'ambito di tali studi è quello avuto dallo storico ed antropologo italiano Ernesto de Martino che ha individuato proprio nel sacrificio di Cristo l'argomento di fede che maggiormente differenzia il Cristianesimo dalle altre religioni. Lo stesso De Martino ha anche affrontato il senso della morte di Cristo in rapporto al momento traumatico della esperienza della morte dei propri cari ed al bisogno di "elaborare il lutto".

## Espressioni culturali

### Arti figurative

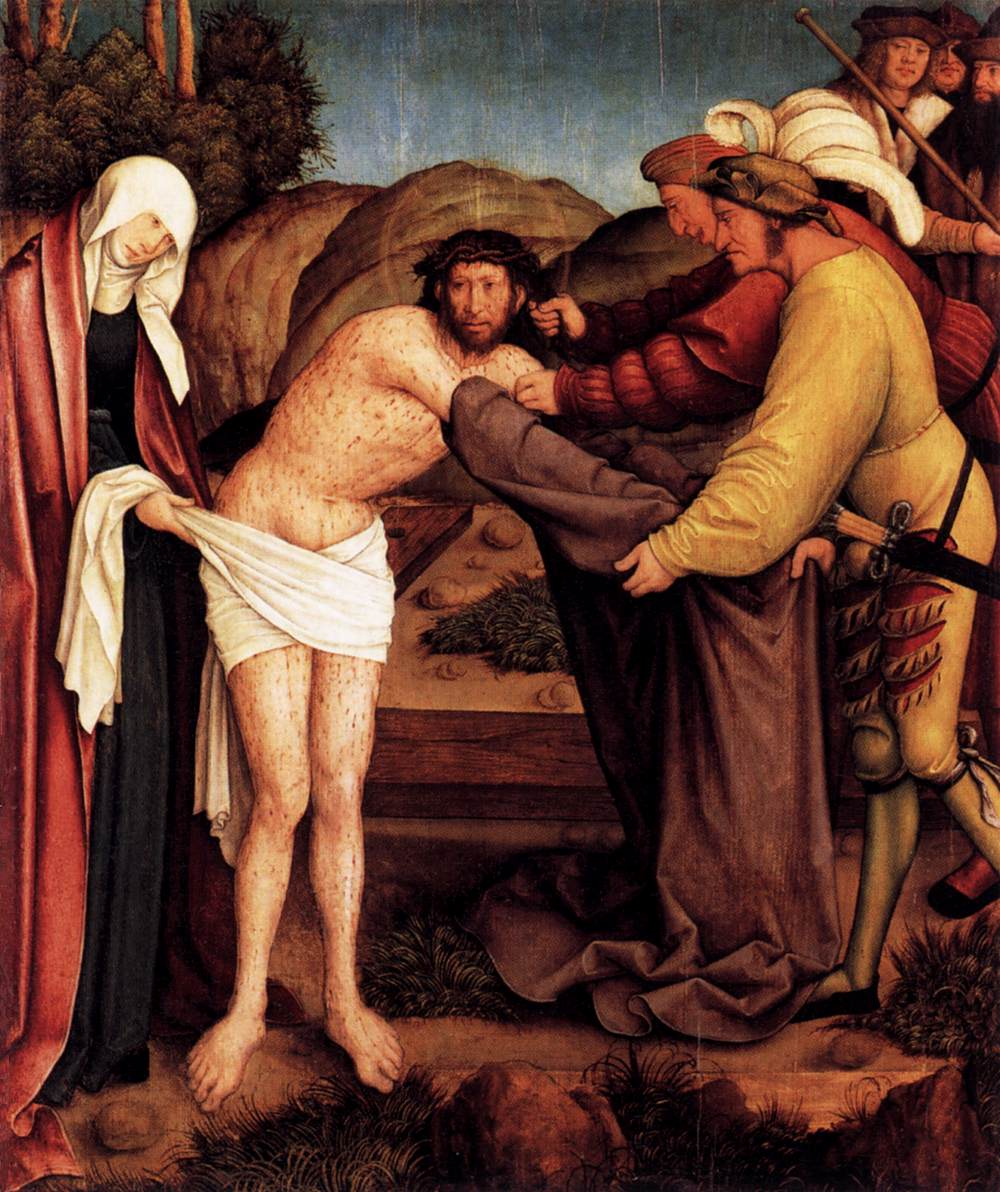
Cristo spogliato dei suoi vestiti, dipinto di Bernhard Strigel, 1520, Berlino, Gemäldegalerie. Rappresenta il momento che precedette la crocifissione.

La crocifissione è un tema ed un soggetto molto importante nella storia dell'arte, tale quasi da meritare studi specifici non meramente da inquadrarsi nella categoria dell'arte sacra. Molte sono state le motivazioni che hanno persuaso artisti della pittura, della scultura, della musica e di tutte le discipline minori a queste riferibili, ad applicarvisi e davvero cospicuo e prezioso è il patrimonio artistico costituitosi.
La rappresentazione della Passione di Cristo offriva infatti il destro per rendere una gamma di emozioni e sensazioni, e comunque di sommovimenti spirituali, che non trovano un apprezzabile paragone in altre istanze di comune immediatezza e ricevibilità. In più, come per tutta l'arte sacra, epoche vi furono (come certo il Rinascimento) in cui il mecenatismo delle varie Signorie, una delle quali era, a questi fini, il Papato, condizionava la munificenza all'imposizione della tematica; talvolta a fini poveramente politico-diplomatici, finalizzati a preservare buoni rapporti con gli Stati della Chiesa, si commissionavano in grande quantità soggetti religiosi che oggi ci restano in buona parte come capolavori irripetibili.
E, nonostante le si conosca ovviamente per il loro valore artistico, queste opere contengono anche un importantissimo registro documentario, poiché descrivono, specialmente nella comparazione fra le varie epoche, la variazione della concezione culturale e sociale delle materie sacre (o spirituali in genere), lasciando trasparire la maggiore o minore importanza che taluni dettagli, talune presenze (o assenze), taluni contesti potevano andare assumendo o perdendo nell'evolvere delle mentalità. Dalla rappresentazione della Bibbia di Rabbula, alla surreale sintesi di Dalì, passando per le mille sempre diverse sfaccettature del Cinquecento italiano e fiammingo, cattolico e protestante, la crocifissione marca con la sua costante immutabilità, una smisurata fioritura interpretativa.
Il tema del resto, non era riservato ai cristiani, né tanto meno ai soli cattolici: molte opere sono di cristiani protestanti, di ebrei, di agnostici ed atei, mentre anche lo "sporadicamente osservante" Caravaggio fu capace di una Flagellazione che tuttora è una delle più profonde visioni in argomento. La Crocifissione bianca di Chagall, ebreo chassidico, insieme al trittico Resistenza, Resurrezione, Liberazione segnala che il sacrificio di Cristo è divenuto patrimonio comune delle culture (almeno quelle occidentali) come simbolo della persecuzione e lo usa quindi per dipingere un Cristo, nato ebreo, che incarna l'eterno destino degli Ebrei.
Anche di queste soggettive differenze, nella contemporaneità, è perciò possibile trarre spunto per sempre interessanti osservazioni accessorie.

#### Iconografia

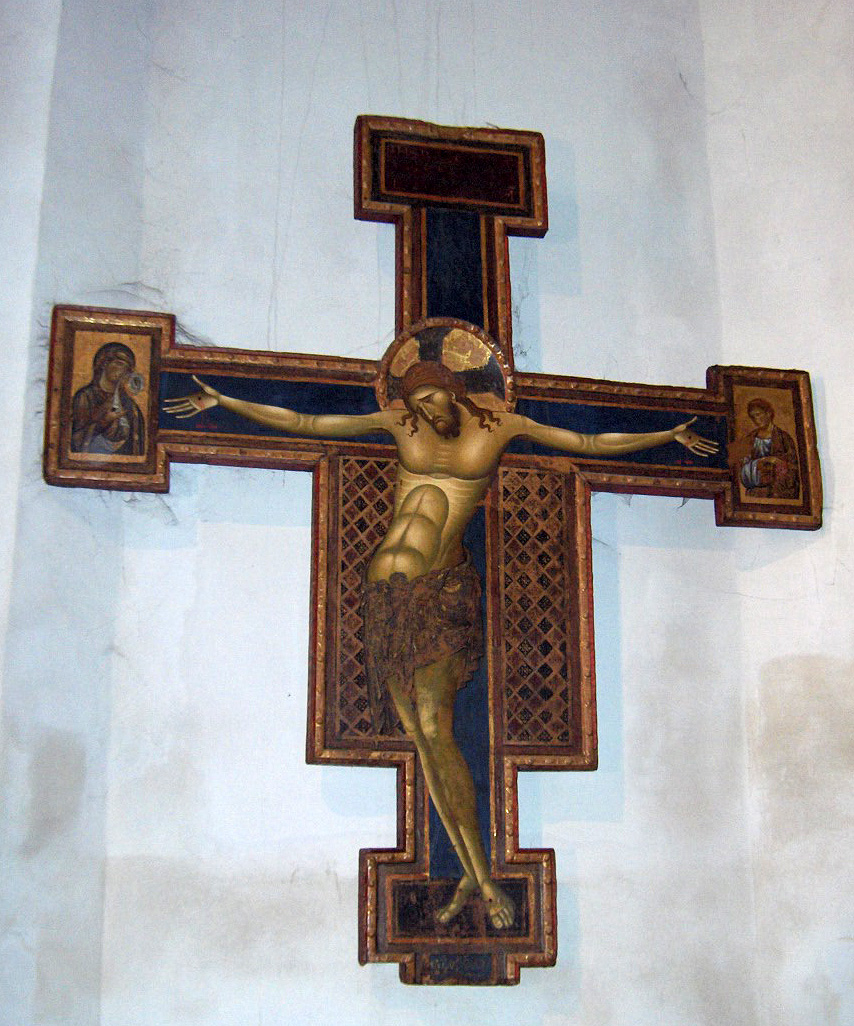
Crocifisso della basilica di San Domenico, Giunta Pisano

Lo sviluppo del Cristianesimo ha prodotto, com'è noto, un vastissimo sistema iconografico nel quale confluiscono tanto le innumerevoli produzioni artistiche destinate (spesso anche con finalità didattiche ai luoghi di culto), quanto gli artefatti nei quali si esprimono le esigenze devozionali polari nelle diverse epoche storiche e nei diversi luoghi in cui avvenne l'inculturazione cristiana.
Il simbolo della Croce e la rappresentazione del racconto evangelico della crocifissione - stante il carattere fondante che la morte di Dio fatto uomo e mandato al patibolo dagli uomini, ha nel definire la specificità della religione cristiana - hanno un rilievo assolutamente preponderante nella iconografia del Cristianesimo. Anzi la crocifissione rappresenta il simbolo per antonomasia della religione cristiana.
Il materiale iconografico da prendere in considerazione va dalle prime incerte incisioni del segno della Croce che troviamo nelle catacombe, alle espressioni più alte della raffigurazioni della crocifissione di Gesù che troviamo nell'arte sacra di tutti i secoli; spazia dalle opere di alto pregio destinate a ricchi e raffinati committenti, alle manifestazioni ingenue di espressività popolare che troviamo nelle cappelle votive, nelle feste religiose che celebrano la Passione di Cristo, e altro ancora.
L'iconografia di Gesù il Cristo per molto tempo era stata non la Croce, ma sculture raffiguranti prima i simboli riferiti al Maestro (il pesce Ichthys, la colomba, l'agnello e altri) poi raffigurazioni del Cristo Risorto, del Cristo Pantocratore. La croce per molto tempo significò per i cristiani la violenza dei pagani e degli Ebrei e non venne raffigurata. Quando il mecenatismo degli ordini religiosi e dei Papi d'Occidente riportò come motivo ispiratore dell'arte la crocifissione, come tema dominante della cultura e dell'espressione artistica medievale, allora si creò lo stereotipo di un Gesù il Cristo inchiodato per le palme delle mani al legno. Tuttavia, i Romani crocifiggevano i rei inchiodandoli per i polsi così da svenarli, ucciderli prima e soprattutto per il dato "fisico" che un uomo non si potrebbe reggere con dei chiodi nelle palme delle mani. Questo giustificherebbe la ragionevolezza della veridicità della Sindone di Torino.

#### Pittura

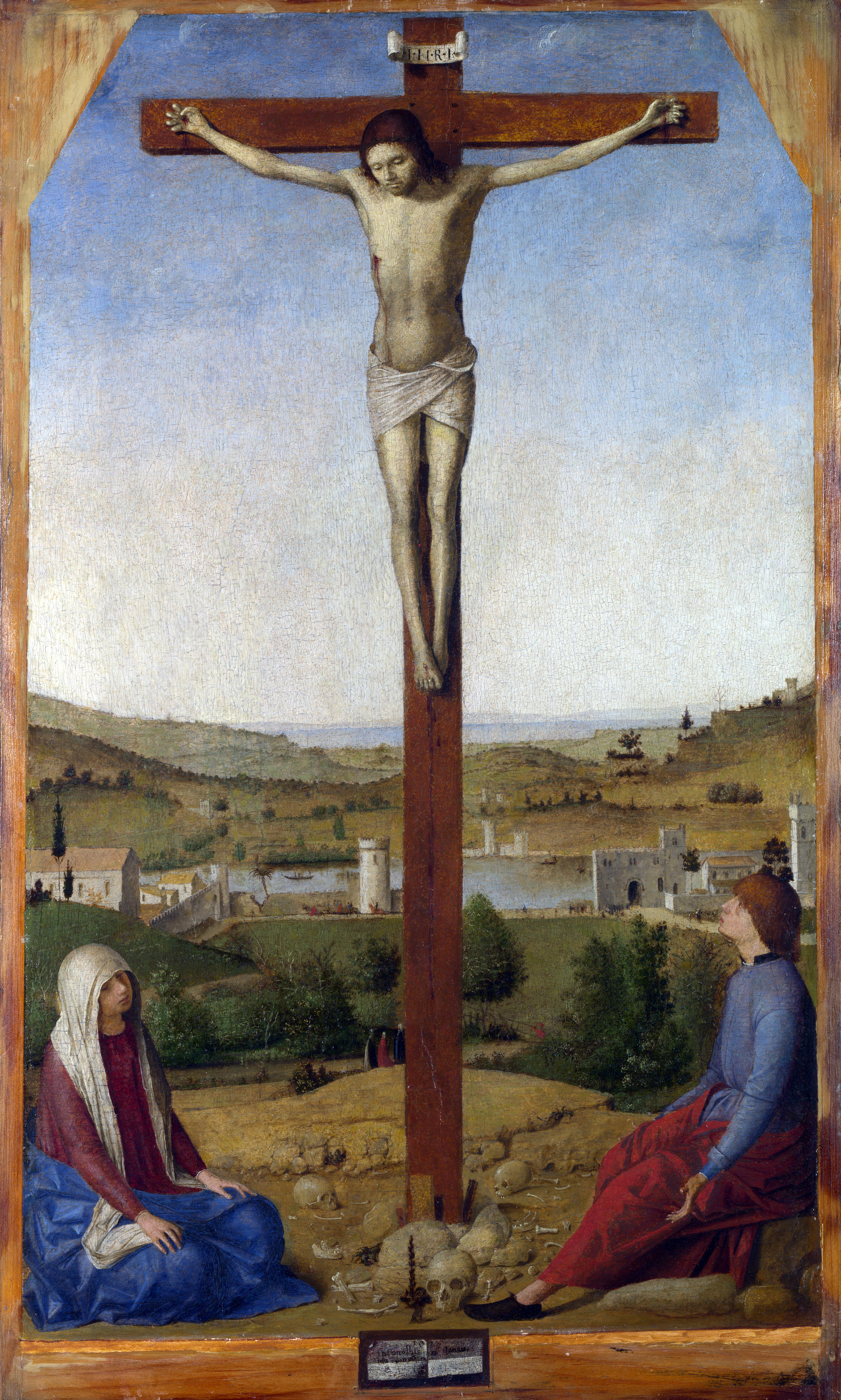
La Crocefissione di Antonello da Messina a Londra

Quanto alla definizione delle tematiche, una primaria distinzione si può fare per pittura e scultura, seppure alquanto speciosa e forse accademica, fra la deposizione del Crocefisso (scena statica, monoscopica, di Gesù sulla croce) e quella della crocifissione (che più dinamicamente racchiudesse in sé il prima ed il durante, ovvero l'evento e il contesto); il distinguo si rende peraltro doveroso in quanto nella rappresentazione del Crocefisso (che pure ha avuto opere di capitale importanza, come quella di Giotto) non è stato sempre possibile separare una produzione strumentale (come ad esempio per l'arredamento delle chiese o per la vendita ai fedeli) talvolta eseguita senza intenti artistici bensì solo di (ancorché valido) artigianato. Per questi "prodotti" si noti che il Crocifisso è anche (absit iniuria referendi) oggetto d'arredo, complemento del Rosario, spilla, ciondolo, ma talvolta le realizzazioni sono pregevolissime ed effettivamente ricche di valore espressivo.
Va poi menzionato che, secondo alcune visioni, le rappresentazioni della Via Crucis (la cui forma più diffusa è il bassorilievo), proprio poiché la narrazione di questa si conclude con la crocifissione, non sarebbero da escludere da questa disamina, apportandovi peraltro opere di ingente valore. Ed analoga valutazione potrebbe darsi per la tematica della Flagellazione. Concettualmente, inoltre, le rappresentazioni della crocifissione sono anche contigue a quelle della Deposizione e della Pietà (il dolore di Maria che raccoglie il corpo di Cristo fra le sue braccia - Mater dolorosa), ma da questa distinte, notando che la reazione delle Marie faccia innanzitutto parte della crocifissione.
Le opere raffiguranti la crocifissione costituiscono una produzione artistica estremamente vasta che attraversa i secoli. Per quanto sia difficile (ed arbitrario) esprimere giudizi sul valore sulle singole opere, ricordiamo qui di seguito alcune tra le produzioni artistiche più significative:
- Arte bizantina

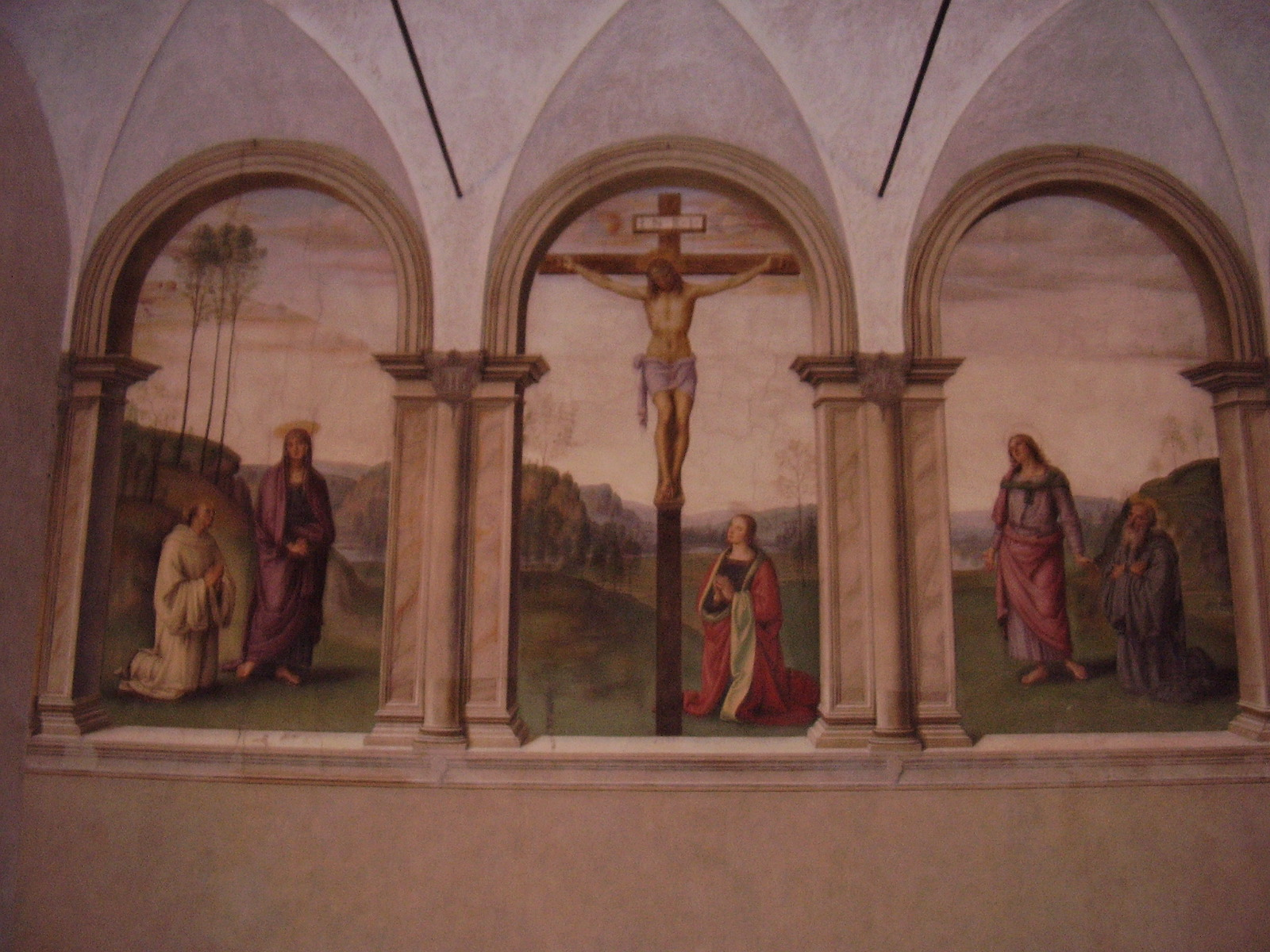
La Crocifissione del Perugino

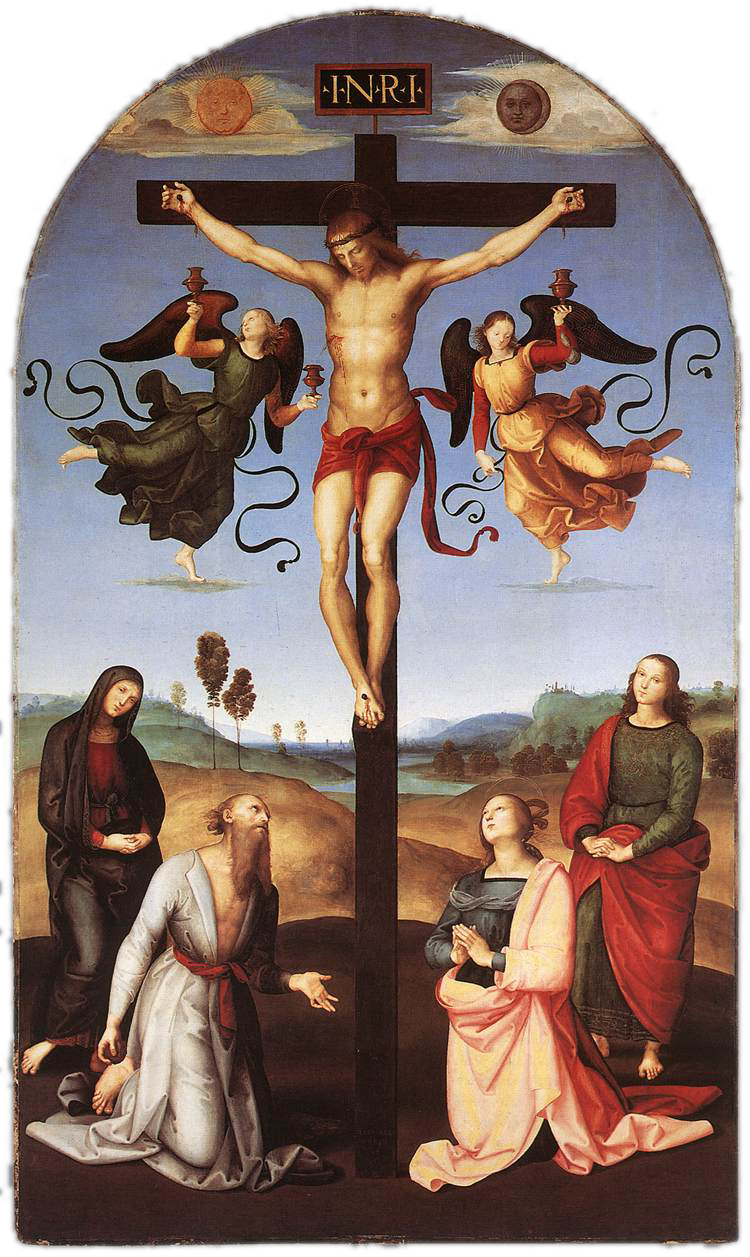
La Crocifissione Gavari di Raffaello

  - La Croce di Sarzana, firmata Maestro Guglielmo, concattedrale di Santa Maria Assunta, Sarzana (1138)
  - Il Crocifisso di San Damiano, basilica di Santa Chiara, Assisi (XII secolo)
  - Il Crocifisso del Maestro bizantino di Pisa, Museo nazionale di San Matteo, Pisa (1210 circa)
  - Il Crocifisso di Giunta Pisano, basilica di San Domenico, Bologna (1250-1254)
  - Il Crocifisso di San Domenico ad Arezzo di Cimabue, chiesa di San Domenico, Arezzo (1270 circa)
  - Il Crocifisso di San Zeno di Coppo di Marcovaldo e Salerno di Coppo, Duomo di Pistoia (1274)
  - Il Crocifisso di Santa Croce di Cimabue, basilica di Santa Croce, Firenze (1280 circa)
- Arte gotica
  - La lunetta della Crocifissione di Nicola Pisano nel portale del Duomo di Lucca (1260 circa)
  - Il pannello della Crocifissione nel pulpito del battistero di Pisa di Nicola Pisano, Pisa (1260 circa)
  - Il Crocifisso di Santa Maria Novella di Giotto in Santa Maria Novella, Firenze (1290 circa)
  - La Crocifissione di Giotto nella Cappella degli Scrovegni, Padova (1303-1305 circa)
  - La Crocifissione di Gentile da Fabriano, Pinacoteca di Brera, Milano (1410 circa)
- XV secolo
  - La Crocifissione di Masaccio, Museo nazionale di Capodimonte
  - La Crocifissione del Perugino, affresco, chiesa di Santa Maria Maddalena dei Pazzi, Firenze
  - La Crocifissione di Andrea del Castagno, National Gallery, Londra
  - La Crocifissione di Andrea Mantegna, Museo del Louvre, Parigi
  - La Crocifissione di Antonello da Messina, Koninklijk Museum voor Schone Kunsten, Anversa
  - La Crocifissione di Antonello da Messina, Bucarest
  - La Crocifissione di Antonello da Messina, Londra
  - La Crocifissione di Antonello da Messina, Prato.
- XVI secolo
  - La Crocifissione di Matthias Grünewald, (Musée d'Unterlinden a Colmar)
  - La Crocifissione di Tiziano, Pinacoteca nazionale di Bologna
  - La Crocifissione Mond (o Crocifissione Gavari) di Raffaello, National Gallery, Londra
  - La Crocifissione di Giorgio Vasari, chiesa di San Giovanni a Carbonara, Napoli
- XVII secolo
  - La Crocifissione del Guercino, Cento
  - Il Gesù in croce tra i ladroni di Rubens, Koninklijk Museum voor Schone Kunsten, Anversa
  - Il Cristo crocifisso di Diego Velázquez, Museo del Prado, Madrid
  - La Crocifissione di Rembrandt
  - Il Christus patiens di Gian Lorenzo Bernini, autore anche del disegno del Sanguis Christi, riprodotto in incisioni e dipinti

- XX secolo
  - La Crocifissione bianca di Marc Chagall, The Art Institute di Chicago
  - La Crocifissione di Pablo Picasso, Musée National Picasso, Parigi.
  - Cristo di San Juan de la Cruz, di Salvador Dalí, St. Mungo Museum, Glasgow
  - Corpus Hypercubus (Crocifissione), di Salvador Dalí, Metropolitan Museum of Art di New York

Fra le tante interpretazioni anticonvenzionali, una menzione a sé va riservata al celebre e discusso Uomo dei dolori di Albrecht Dürer, nel quale Cristo è descritto in una posa assai singolare, mentre straziato dal supplizio (che si suppone in corso dai tanti dettagli come il sangue grondante) guarda negli occhi lo spettatore, quasi sconsolato o sgomento, in una cornice che ha abbandonato la figurazione della scena classica per rendersi, con grande anticipazione, simbolistica caverna buia in cui poter leggere il male degli uomini.
La crocifissione ha nel tempo assunto su di sé significati accessori. Se l'ora richiamato Dürer ha poi eseguito un autoritratto chinato dallo stesso titolo del detto olio, volendo identificare il suo personale sacrificio con il supplizio di Gesù, molti altri autori hanno allo stesso modo svolto i loro drammi personali con questo riferimento; al di là di una soggettiva valutazione sull'eventuale buon gusto, si tratta comunque nella maggioranza dei casi di uno svolgimento del sacrificio di Cristo reso in modo tale da sottolinearne l'importanza oggettiva per ciascun individuo.
Anche oggigiorno la crocifissione è un tema ancora vivo nell'arte, in un'arte che ormai si esprime attraverso un linguaggio moderno; un tentativo di conciliare tale linguaggio con simboli religiosi fortemente legati alla tradizione è stato auspicato da Papa Giovanni Paolo II, nella sua lettera agli artisti, e messo in pratica da alcuni musei fra i quali vale la pena di segnalare il museo d'arte sacra Stauros.

#### Cinema
- Gli amici di Gesù - Giuda, regia di Raffaele Mertes. Danny Quinn veste i panni di Gesù
- La passione di Cristo (2004), diretto da Mel Gibson con James Caviezel nel ruolo di Gesù.
- Barabba (1961), diretto da Richard Fleischer. La scena della crocifissione è stata girata in Toscana, a Roccastrada il 15 febbraio 1961, durante l'eclissi totale di sole.
- Su Re film del 2013 diretto da Giovanni Columbu film sulla passione ambientato in Sardegna e parlato in sardo e sassarese.[122]

### Musica
Nella musica, e ovviamente con riguardo alla musica sacra, non meno presente è il tema della passione e della crocifissione di Gesù nella composizione di un numero elevatissimo di opere le cui prime si suppongono medievali per relati letterari.
Il canto gregoriano è certamente uno dei modi più ricchi di temi attinenti alla Passione di Cristo, ed attraverso questo penetra nel bon ton della composizione sacra l'uso del riferimento ai Vangeli in latino, conformemente alla liturgia cattolica che di queste opere avrebbe garantito la tradizione ed in sostanza la perpetuazione.
Sono spesso, infatti, i versetti latini dei Vangeli a corredare le musiche, e alcuni di essi, vuoi per la metrica dei periodi, vuoi per la drammaticità del passaggio liturgico cui dovevano affiancarsi nella messa (Tenebrae factae sunt, Quid me dereliquisti, Et inclinato capite), a poco a poco finirono per creare sottogeneri della messa (e della messa cantata), con una particolare intensità produttiva nel Settecento; lo Stabat mater, ad esempio, fu affrontato da molti autori fra i quali il "prete rosso" Antonio Vivaldi e Bach e, sopra di questi, il Pergolesi. Stante il diverso approccio narrativo della musica, rispetto ad altre arti, non è dato attendersi una focalizzazione su uno solo dei temi del sacrificio di Cristo, ma più aderentemente alla sua dinamica espressiva la musica poteva rendere intere sezioni delle Scritture, fluide serie di eventi e non già monologie.
Johann Sebastian Bach, come noto, ha dedicato ben cinque opere principali alla Passione, delle quali due andarono perdute.

### Riferimenti
1. ↑   voce, Dizionario Rai, su dizionario.rai.it. URL consultato il 5 giugno 2017 (archiviato dall'url originale il 22 agosto 2017).
2. ↑  Catechismo della Chiesa Cattolica, 613–623
3. ↑  Benedetto XVI, L’importanza della cristologia: la teologia della Croce (discorso del 29 ottobre 2009)
4. ↑   La teologia della croce in Lutero e il problema del male (PDF), su triestevangelica.org. URL consultato il 1º febbraio 2018 (archiviato dall'url originale il 2 febbraio 2018).
5. ↑  Concilio Vaticano II, Dei Verbum, qualifica che riguarda la salvezza, non notizie sul passato (Jerome Murphy-O'Connor, "A Review and Assessment of the Church's Engagement with Historical Critical Analysis of the New Testament as outlined in Dei Verbum in Mark O'Brien, Christopher Monaghan (a cura di), God's Word and the Church's Council: Vaticann II and Divine Revelation (ATF Press 2014), p. 124).
6. ↑  Martin Hengel, Crocifissione ed espiazione, Brescia, Paideia 1988.
7. ↑  Giuseppe Ricciotti, Vita di Gesù Cristo, Mondadori, 1962.
8. 1 2   Gv19, 31-34, su laparola.net..
9. ↑  Digesta Iustiniani, "De cadaveribus punitorum", 48.24.1 (Ulpianus 9 de off. Procons.)
10. ↑   Deut 21:26, su La Parola - La Sacra Bibbia in italiano in Internet.
11. ↑   Emanuela Marinelli e Domenico Repice, Via Sindonis La Passione di Cristo documentata dal Sacro Lino, su books.google.it, Ares, 2022,  p. 62, ISBN 9788892982048.
12. ↑   Filosofia. Per Onfray Gesù non è esistito. Ma si scontra con le ragioni della storia, su www.avvenire.it, 10 giugno 2024. URL consultato l'11 giugno 2024.
13. ↑   Mt27,54, su laparola.net..
14. ↑  (EN) Raymond E. Brown, The Death of the Messiah - From Gethsemane to the Grave: A Commentary on the Passion Narratives in the Four Gospels, II, Londra, Geoffrey Chapman, 1994,  p. 1034, ISBN 0-225-66746-0.
15. ↑   Raymond E. Brown, La morte del Messia - Un commentario ai Racconti della Passione nei quattro vangeli, a cura di Gianluigi Corti, traduzione di Antonio Nepi e Simone Venturini, Brescia, Queriniana, 1999, ISBN 978-8839904089.
16. ↑  Gianfranco Ravasi, Si fece buio, Famiglia Cristiana, 30 agosto 2012
17. ↑  (EN)  George F. Chambers, The Story of Eclipses, George Newnes, Ltd, 1899, pp. 129–130
18. ↑  (EN)  Robert Bartlett, The Natural and the Supernatural in the Middle Ages, Cambridge University Press, 2008, pp. 68-69 ISBN 978-0-521-87832-6.
19. ↑  (EN)  Dale C. Allison, Studies in Matthew: Interpretation Past and Present, Baker Academic, 2005, pp. 68-69 ISBN 978-0-8010-2791-8.
20. ↑  (EN)  R. C. Sproul (a cura di), The Reformation Study Bible, Ligonier Ministries, 2010 ISBN 978-1-59638-207-7.
21. ↑  Raymond E. Brown, The Death of the Messiah Vol. 2, Anchor Yale Bible, 2010, pp. 1036-1038, ISBN 978-0-300-14010-1.
22. 1 2  Raymond E. Brown, The Death of the Messiah: a Commentary on the Passion Narratives in the Four Gospels, The Anchor Bible Reference Library. Volume 2: From Gethsemane to the Grave, Doubleday, 1994, p. 1040 ISBN 978-0-385-19397-9.
23. 1 2  Bart Ehrman, Prima dei vangeli, Carocci Editore, 2017, p. 148, ISBN 978-88-430-8869-0.
24. ↑  E Gesù, emesso un alto grido, spirò. Ed ecco il velo del tempio si squarciò in due da cima a fondo, la terra si scosse, le rocce si spezzarono, i sepolcri si aprirono e molti corpi di santi morti risuscitarono. E uscendo dai sepolcri, dopo la sua risurrezione, entrarono nella città santa e apparvero a molti. ( Mt 27,50-53, su laparola.net.).
25. ↑  (EN)  Jefferson Williams, Michael J. Schwab, Achim Brauer, An early first-century earthquake in the Dead Sea, International Geology Review 54(10):1219–1228 (July 2012)
26. ↑   Mc15,33; Lc23,44; Mt27,45, su laparola.net..
27. ↑  Raymond E. Brown, The Death of the Messiah Vol. 2, Anchor Yale Bible, 2010, p. 1038, ISBN 978-0-300-14010-1.
28. ↑   Mc15,37-38; Lc23,44-46; Mt27,50-51, su laparola.net..
29. ↑  "Ma Gesù, dando un forte grido, spirò. Il velo del tempio si squarciò in due, dall'alto in basso." ( Mc15,37-38, su laparola.net.) e "E Gesù, emesso un alto grido, spirò. Ed ecco il velo del tempio si squarciò in due da cima a fondo, la terra si scosse, le rocce si spezzarono" ( Mt27,50-51, su laparola.net.).
30. ↑  "Il velo del tempio si squarciò nel mezzo. Gesù, gridando a gran voce, disse: «Padre, nelle tue mani consegno il mio spirito». Detto questo spirò." ( Lc23,45-46, su laparola.net.).
31. ↑  Raymond E. Brown, Joseph A. Fitzmyer, Roland E. Murphy, Nuovo Grande Commentario Biblico, Queriniana, 2002, pp. 815, 1274, ISBN 88-399-0054-3.
32. ↑  John Dominic Crossan, Who killed Jesus?, HarperOne, 1995, p. 100, ISBN 978-0-06-061480-5.
33. ↑  Corrado Augias e Mauro Pesce, Inchiesta su Gesù, Mondadori, 2011, pp. 144-145, ISBN 978-88-04-57132-2.
34. ↑  Bart Ehrman, Il Nuovo Testamento, Carocci Editore, 2015, pp. 87-89, ISBN 978-88-430-7821-9.
35. ↑  "Poi lo crocifissero e si divisero le sue vesti, tirando a sorte su di esse quello che ciascuno dovesse prendere. Erano le nove del mattino quando lo crocifissero." ( Mc15,24-25, su laparola.net.).
36. ↑  "Era la Preparazione della Pasqua, verso mezzogiorno. Pilato disse ai Giudei: «Ecco il vostro re!». Ma quelli gridarono: «Via, via, crocifiggilo!». [...] Allora lo consegnò loro perché fosse crocifisso. Essi allora presero Gesù ed egli, portando la croce, si avviò verso il luogo del Cranio, detto in ebraico Gòlgota, dove lo crocifissero e con lui altri due, uno da una parte e uno dall'altra, e Gesù nel mezzo." ( Gv19,14-18, su laparola.net.).
37. ↑  Bruce Metzger e Bart Ehrman, Il testo del Nuovo Testamento, Paideia Editrice, 2013, p. 231, ISBN 978-88-394-0853-2.
38. ↑  Bart D. Ehrman, Jesus, Interrupted - Revealing the Hidden Contradictions in the Bible, HarperCollins Publishers, 2009, p. 27, ISBN 978-0-06-186327-1.
39. ↑  Raymond E. Brown, Joseph A. Fitzmyer, Roland E. Murphy, Nuovo Grande Commentario Biblico, Queriniana, 2002, p. 819, ISBN 88-399-0054-3.
40. ↑  Raymond E. Brown, The Death of the Messiah Vol. 2, Anchor Yale Bible, 2010, pp. 1238, 1350-1360, ISBN 978-0-300-14010-1.
41. ↑   Mt27,31-34; Lc23,25-26; Mc15,20-22, su laparola.net..
42. ↑  "Mentre uscivano, incontrarono un uomo di Cirene" (Matteo); "Mentre lo conducevano via, presero un certo Simone" (Luca); "poi lo condussero fuori per crocifiggerlo. Allora costrinsero un tale che passava, un certo Simone di Cirene" (Marco).
43. ↑  "Allora [Pilato] lo consegnò loro perché fosse crocifisso. Essi allora presero Gesù ed egli, portando la croce, si avviò verso il luogo del Cranio, detto in ebraico Gòlgota, dove lo crocifissero e con lui altri due, uno da una parte e uno dall'altra, e Gesù nel mezzo" ( Gv19,16-18, su laparola.net.).
44. ↑  Raymond E. Brown, Joseph A. Fitzmyer, Roland E. Murphy, Nuovo Grande Commentario Biblico, Queriniana, 2002, p. 1285, ISBN 88-399-0054-3.
45. ↑   Gv19,19, su laparola.net..
46. ↑   Mt27,37, su laparola.net..
47. ↑   Mc15,26, su laparola.net..
48. ↑   Lc23,38, su laparola.net.
49. ↑  Raymond E. Brown, The Death of the Messiah Vol. 2, Anchor Yale Bible, 2010, pp. 963-966, ISBN 978-0-300-14010-1.
50. ↑   Mc15,22-24, su laparola.net..
51. ↑   Mt27,33-35, su laparola.net..
52. ↑  "Dopo questo, Gesù, sapendo che ogni cosa era stata ormai compiuta, disse per adempiere la Scrittura: «Ho sete». Vi era lì un vaso pieno d'aceto; posero perciò una spugna imbevuta di aceto in cima a un ramo d'issopo e gliela accostarono alla bocca. E dopo aver ricevuto l'aceto, Gesù disse: «Tutto è compiuto!». E, chinato il capo, spirò." ( Gv19,28-30, su laparola.net.). I Vangeli secondo Marco e Matteo usano il termine generico "canna", ( Mc 15,36, su laparola.net.;  Mt 27,48, su laparola.net.) che appare pure nella traduzione CEI del versetto di Giovanni (Versione CEI di Gv 19,29).
53. ↑  TOB, Nuovo Testamento, Vol.3, Elle Di Ci Leumann, 1976, p. 353.
54. 1 2  Bibbia di Gerusalemme, EDB, 2011, p. 2569, ISBN 978-88-10-82031-5.
55. ↑  John Dominic Crossan, Who killed Jesus?, HarperOne, 1995, p. 146, ISBN 978-0-06-061480-5.
56. ↑  Raymond E. Brown, The Death of the Messiah Vol. 2, Anchor Yale Bible, 2010, pp. 1075-1077, ISBN 978-0-300-14010-1.
57. ↑   Mt27,44-45; Mc15,27-33, su laparola.net.
58. ↑   Lc23,39-44, su laparola.net..
59. ↑  Rudolf Bultmann, Storia dei vangeli sinottici, EDB, 2016, p. 39, ISBN 978-88-10-55850-8.
60. ↑  Bart Ehrman, E Gesù diventò Dio, Nessun Dogma Editore, 2017, p. 136, ISBN 978-88-98602-36-0.
61. ↑  John Dominic Crossan, Who killed Jesus?, HarperOne, 1995, pp. 133-141, ISBN 978-0-06-061480-5.
62. ↑   Mc15,40-41; Mt27,55-56; Lc23,49, su laparola.net..
63. ↑  Bart Ehrman, E Gesù diventò Dio, Nessun Dogma Editore, 2017, p. 139, ISBN 978-88-98602-36-0.
64. ↑  "Stavano presso la croce di Gesù sua madre, la sorella di sua madre, Maria di Clèofa e Maria di Màgdala. Gesù allora, vedendo la madre e lì accanto a lei il discepolo che egli amava, disse alla madre: «Donna, ecco il tuo figlio!»." ( Gv19,25-26, su laparola.net.).
65. ↑  Raymond E. Brown, Joseph A. Fitzmyer, Roland E. Murphy, Nuovo Grande Commentario Biblico, Queriniana, 2002, p. 1286, ISBN 88-399-0054-3.
66. ↑  Bart Ehrman, Jesus apocalyptic prophet of the new millennium, Oxford University Press, 1999, pp. 201, 224, ISBN 978-0-19-512474-3.
67. ↑  John Dominic Crossan, Who killed Jesus?, HarperOne, 1995, p. 186, ISBN 978-0-06-061480-5.
68. ↑  Raymond E. Brown, The Death of the Messiah, Vol. 2, Anchor Yale Bible, 2010, pp. 971, 1044-1056, 1066-1079, 1083-1086, ISBN 978-0-300-14010-1.
69. ↑   Lc23,46, su laparola.net..
70. ↑   Gv19,30, su laparola.net..
71. ↑   Mc15,34; Mt27,46; Lc23,46; Gv19,30, su La Parola - La Sacra Bibbia in italiano in Internet.
72. ↑  Raymond E. Brown, The Death of the Messiah Vol. 1, Anchor Yale Bible, 2010, p. 5, ISBN 978-0-300-14009-5; Raymond E. Brown, The Death of the Messiah, Vol. 2, Anchor Yale Bible, 2010, pp. 971, 1085, ISBN 978-0-300-14010-1.).
73. ↑  John Dominic Crossan, Who killed Jesus?, HarperOne, 1995, pp. 158-159, ISBN 978-0-06-061480-5.
74. ↑  Rudolf Bultmann, Storia dei vangeli sinottici, EDB, 2016, pp. 273-274, ISBN 978-88-10-55850-8.
75. ↑   Lc23,34, su laparola.net..
76. ↑  Raymond E. Brown, The Death of the Messiah: From Gethsemane to the Grave. A Commentary on the Passion Narratives in the Four Gospels, Doubleday, 1994, p. 980.
77. ↑  John Dominic Crossan, Who killed Jesus?, HarperOne, 1995, p. 158, ISBN 978-0-06-061480-5.
78. ↑  Raymond E. Brown, The Death of the Messiah Vol. 2, Anchor Yale Bible, 2010, pp. 1089, 1179, 1182, 1193, 1197, ISBN 978-0-300-14010-1.).
79. ↑  Bart Ehrman, E Gesù diventò Dio, Nessun Dogma Editore, 2017, pp. 132-143, ISBN 978-88-98602-36-0. (Cfr anche: Bart Ehrman, Jesus apocalyptic prophet of the new millennium, Oxford University Press, 1999, pp. 224-225,229-232, ISBN 978-0-19-512474-3.).
80. ↑  John Dominic Crossan, Who killed Jesus?, HarperOne, 1995, pp. 160-176,187-188, ISBN 978-0-06-061480-5. (Cfr anche: John Dominic Crossan, Gesù una bibliografia rivoluzionaria, Ponte alle Grazie, 1994, pp. 156-159,188-194,196 ISBN 88-7928-270-0.).
81. ↑  Bart D. Ehrman, Gesù è davvero esistito? Un'inchiesta storica, Mondadori, 2013, pp. 55-58, ISBN 978-88-04-63232-0.
82. ↑  Bart D. Ehrman, Gesù è davvero esistito? Un'inchiesta storica, Mondadori, 2013, pp. 52-68, ISBN 978-88-04-63232-0.
83. ↑  Shlomo Pines, An Arabic version of the Testimonium Flavianum and its implications. Israel Academy of Sciences and Humanities, 1971, pp. 8-10.
84. ↑  Soncino, Babylonian Talmud, editor I. Epstein, Tractate Sanhedrin, folio 43a, London, Soncino Press, 1935-1948.
85. ↑  John P. Meier, A Marginal Jew. Rethinking the Historical Jesus, Vol.I, Doubleay, New York, 1991.
86. ↑  Martin Hengel, Crucifixion In the Ancient World and the Folly of the Message of the Cross, Philadelphia, Fortress Press, 1977, Capitolo 8: The Slaves’ punishment, pp. 51-63
87. ↑  Jean Claude Fredouille, Dizionario della civiltà romana, Roma, Gremese editore, 2001, p. 103,
88. ↑  Although occasionally freedmen and freed women, citizens, and soldiers were subjected to the penalty. John Granger Cook, Crucifixion in the Mediterranean World, op. cit. p. 160
89. ↑  De Caesaribus, 41.4-5.
90. ↑  Per ulteriori approfondimenti, vedere oltre al saggio di A. Di Berardino citato, John Granger Cook, Crucifixion in the Mediterranean World, Tübingen, Mohr Siebeck, 2014, Capitolo Quinto, Crucifixion: Law, and Historical Development, pp. 358-416.
91. ↑  Adversus Marcionem, III, 22
92. ↑  William Barclay, The Apostles' Creed (Westminster John Knox Press, 1998), p. 79
93. ↑   Early Christian Writing, su earlychristianwritings.com.
94. ↑  Lettera di Barnaba, 9. La circoncisione dell'udito
95. ↑  Testo originale Βαρνάβα ἐπιστολή, IX, 8
96. ↑  Stromateis VI, 11; traduzione inglese
97. ↑  Gaetano Passarelli, Perché venerare le icone? (Libreriauniversitaria.it Edizioni, 2011), pp. 57–58
98. ↑  De corona militis, 3
99. ↑  Adversus Marcionem, III, 22.
100. ↑  Arche: A Collection of Patristic Studies By Jacobus Cornelis Maria van Winden (Brill 1997), p. 114
101. ↑  Prima lettera ai Corinzi,  1Cor 1,23, su laparola.net.
102. ↑  Tertulliano, Ad nationes, I, 12; traduzione inglese.
103. ↑  Judith Couchman, The Mystery of the Cross: Bringing Ancient Christian Images to Life (InterVarsity Press 2010), p. 85
104. ↑  Uri Ehrlich, The Nonverbal Language of Prayer: A New Approach to Jewish Liturgy (Mohr Siebeck 2004), p. 117
105. ↑  Octavius, cap. 29,7
106. ↑  Gesù morì su una croce?.
107. ↑  Samuelsson,  pp. 77, 81, 87, 99, 102, 109-115, 121-122, 126, 130.
108. ↑  Per esempio in Gunnar Samuelsson, Crucifixion in Antiquity (Mohr Siebeck 2013) ISBN 978-31-6152508-7, p. 87
109. ↑  Samuelsson, p. 205.
110. ↑  (EN) Liddell and Scott: σταυρός.
111. ↑  (EN) Crucifixion (capital punishment) in Encyclopaedia Britannica.
112. ↑  Lettera di Barnaba, capitoli 9 e12; Clemente Alessandrino, Stromateis VI, 9; Giustino, Dialogo con Trifone, 40.3, p. 173 della traduzione italiana, ISBN 88-315-0105-4, e Apologia prima, 55.4; Ireneo di Lione, Contro le Eresie, 2,24,5; Tertulliano, Ad gentes 1, 12, 3-5.
113. 1 2  F. Harley-McGowan, "The Crucifixion", Jeffreys Spier, Picturing the Bible: The Earliest Christian Art (Yale University Press, 2007), pp. 227-232
114. ↑  First depiction of Jesus on cross - the Bloodstone amulet
115. ↑   British Museum Collection online: magical gem / intaglio, su britishmuseum.org. URL consultato il 12 febbraio 2016 (archiviato dall'url originale il 13 dicembre 2018).
116. ↑   Earliest crucifixes, su crucifixbg.blogspot.it.
117. ↑   British Museum Collection online: intaglio, su britishmuseum.org. URL consultato il 12 febbraio 2016 (archiviato dall'url originale il 2 febbraio 2016).
118. ↑   Lc 23, 43, su laparola.net.)
119. ↑  Arte e turismo (Hoepli 2013)
120. ↑   Christus triumphans, su guide.supereva.it.
121. ↑  Nel suo libro, Morte e pianto rituale nel mondo antico. Dal lamento pagano al pianto di Maria, Torino, Boringhieri, 1958.
122. ↑  Cinemecum - Sulle orme del Gesù sardo